# Bella and the Bulldogs
Bella and the Bulldogs là chương trình sitcom của Mỹ chiếu trên Nickelodeon. Chưng trình được tạo bởi Jonathan Butler và Gabriel Garza. Chương trình chiếu vào ngày 17 tháng 1 năm 2015. Tại Việt Nam, bộ phim được phát sóng dưới tên Bella và đội Bulldogs.

## Cốt truyện
Bella Dawson một cổ động viên sống ở Texas khi nhận được tin mình sẽ là tiển vệ cho đội bóng bầu dục của trường, đội Bulldogs. Ban đầu, cả đội không muốn cô ấy trở thành tiền vệ, nhưng cuối cùng họ cũng chấp nhận.

## Dàn diễn viên

### Chính
- Brec Bassinger vai Bella Dawson
- Coy Stewart vai Troy
- Jackie Radinsky vai Sawyer
- Buddy Handleson vai Newt
- Lilimar vai Sophie
- Haley Tju vai Pepper
- Rio Mangini vai Ace

### Phụ
- Dorien Wilson vai Coach Russell
- Annie Tedesco vai Carrie Dawson
- Ryan Stewart vai Rico Hills

## Số tập
List of Bella and the Bulldogs episodes

## Sản xuất
Ngày 4 tháng 3 năm 2015, được sản xuất phần 2. Phần 2 chiếu vào ngày 30 tháng 9 năm 2015.